# Ottilie zu Solms-Braunfels
Ottilie Fürstin zu Solms-Braunfels (* 1807 auf Schloss Laubach; † 1884 auf Schloss Hungen) war durch Heirat Regentin im Fürstentum Solms-Braunfels und gründete eine Stiftung zur Unterstützung von Menschen in Not.

## Leben

### Herkunft und Familie
Ottilie zu Solms-Braunfels wuchs mit ihren Geschwistern Otto (1799–1872),
Reinhard (1801–1870), Rudolf (1803–1884) und Georg (1805–1870) in der Hochadelsfamilie Solms auf und war die Tochter des Oberpräsidenten der Provinz Jülich-Kleve-Berg Friedrich zu Solms-Laubach (1769–1822) und dessen Gemahlin Henriette von Degenfeld-Schomberg (1776–1847).
1828 heiratete sie den  Fürsten Ferdinand zu Solms-Braunfels. Die Ehe blieb kinderlos.
Nach ihrem Tod wurden die Eheleute im Kloster Altenberg begraben.

### Wirken
1873, nach Ferdinands Tod, nahm Ottilie ihren Wohnsitz auf Schloss Hungen.
Im Mai 1884 gründete sie in Hungen die Ottilienstiftung, die am 14. Juni 1885 vom Landesherrn bestätigt wurde. Zweck dieser Stiftung ist die Unterstützung des ehrenamtlichen Engagements von Frauen und Männern am Dienst für ältere, kranke und hilfsbedürftige Personen.
Das Stiftungskapital hatte einen Wert von 1200 Reichsmark. Durch Zustiftungen der Hungener Bürgerinnen und Bürger war das Kapital im Jahre 1922 auf 5.984 Reichsmark angewachsen. Nach 1945 konnte der Stiftungszweck nicht mehr erfüllt werden. Erst im Jahre 2007, dem 200. Geburtstag der Stifterin, wurde die Arbeit wieder aufgenommen. Inzwischen liegt das Stiftungsvermögen bei 33.000 €. Heute arbeiten zahlreiche Helferinnen und Helfer am Dienst für den Nächsten und erfüllen den Stiftungszweck.